# Koningshaven (Rotterdam)
Pour les articles homonymes, voir Port-Royal.
Le Koningshaven (le port du Roi) est un bassin du port de la commune néerlandaise de Rotterdam, qui sépare l'île du Nord avec le quartier de Feijenoord sur l'île d'IJsselmonde. Le port Royal est d'ailleurs un affluent de la Nouvelle Meuse.

## Histoire
En 1868, le port a été construit et fut baptisé « port du Nord » (Noorderhaven). À l'occasion de la visite du roi Guillaume III en 1874 le port Royal recevra son nom actuel.
Le nom de Noorderhaven a été réutilisé un certain temps pour un port situé sur le canal du Nord, dans le quartier de Blijdorp, ce port fut comblé plus tard. Aujourd'hui, seulement le nom de la rue Noorderhavenkade (« quai du Port-du-Nord ») se réfère encore à ce port.